# Chicago (álbum)
Chicago (conocido también como Chicago II) es el segundo álbum de estudio de la agrupación estadounidense Chicago. Publicado en enero de 1970 por Columbia Records, Chicago fue un éxito comercial. Fue certificado como disco de oro en abril el mismo año de su lanzamiento y como disco de platino en 1991.

## Lista de canciones

### Lado Uno
1. "Movin' In" - 4:07
2. "The Road" - 3:11
3. "Poem for the People" - 5:32
4. "In the Country" - 6:35

### Lado Dos
1. "Wake Up Sunshine" - 2:30
2. "Ballet for a Girl in Buchannon" - 12:56

### Lado Tres
1. "Fancy Colours" - 5:11
2. "25 or 6 to 4" - 4:51
3. "Memories of Love" - 9:13

### Lado Cuatro
1. "It Better End Soon" - 10:25
2. "Where Do We Go from Here?" - 2:54